# Hans Königsmann
Hans-Jörg Königsmann (* 1962 nebo 1963) je německý letecký a kosmický inženýr, který pracuje jako vice prezident letového zabezpečení (Vice President of Mission Assurance) pro SpaceX.
Hans Königsmann získal magisterský diplom z leteckého inženýrství na Technické univerzitě Berlín v roce 1989. Poté pokračoval ve studiích, která zakončil titulem PhD. v leteckém inženýrství a výrobních technologiích na univerzitě v Brémách v roce 1995.